# Telč

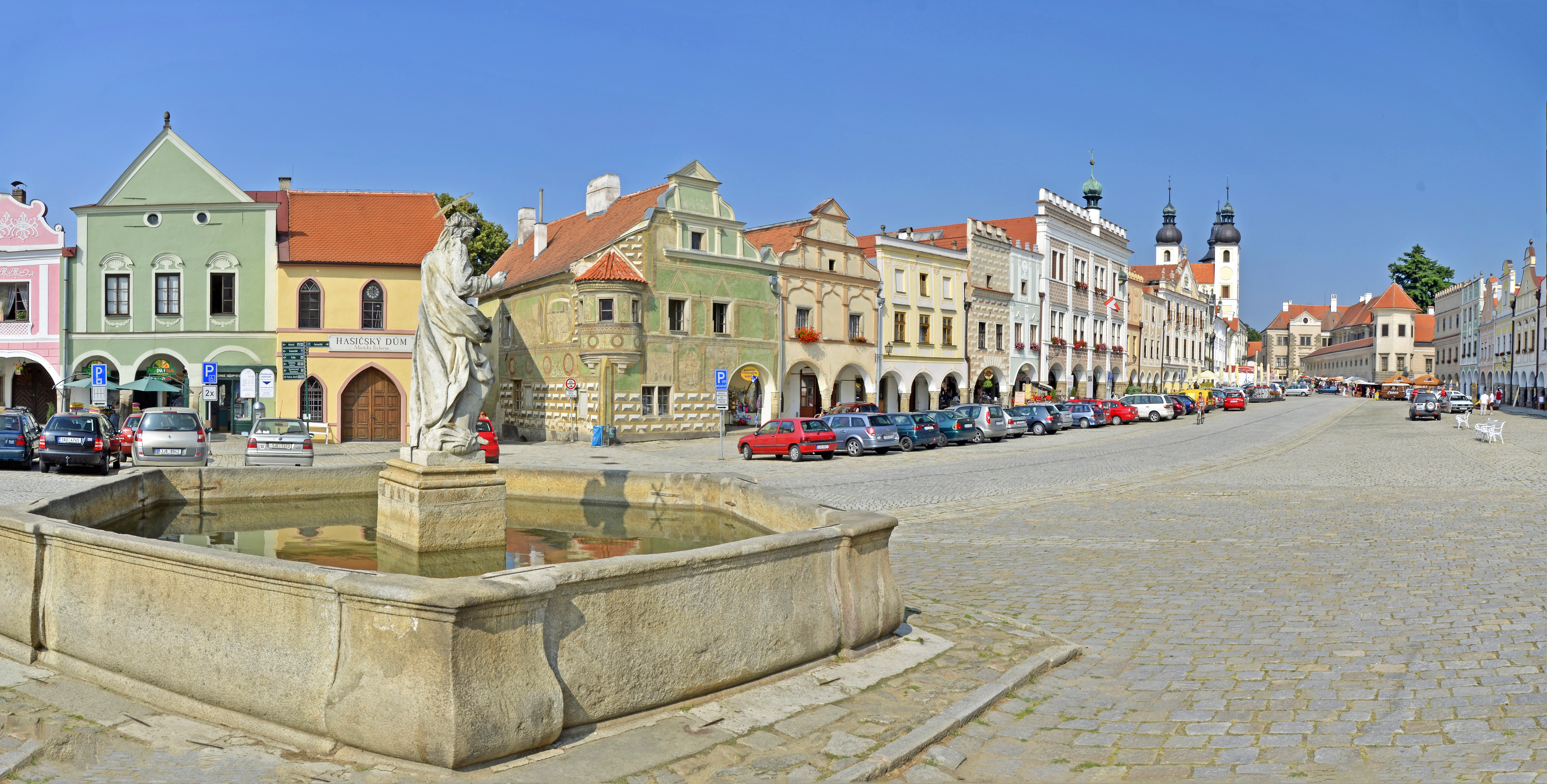
Marktplatz

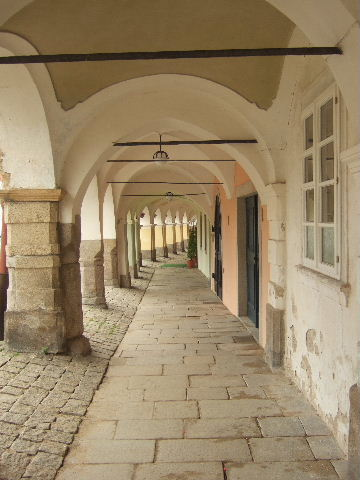
Arkadengang am Marktplatz

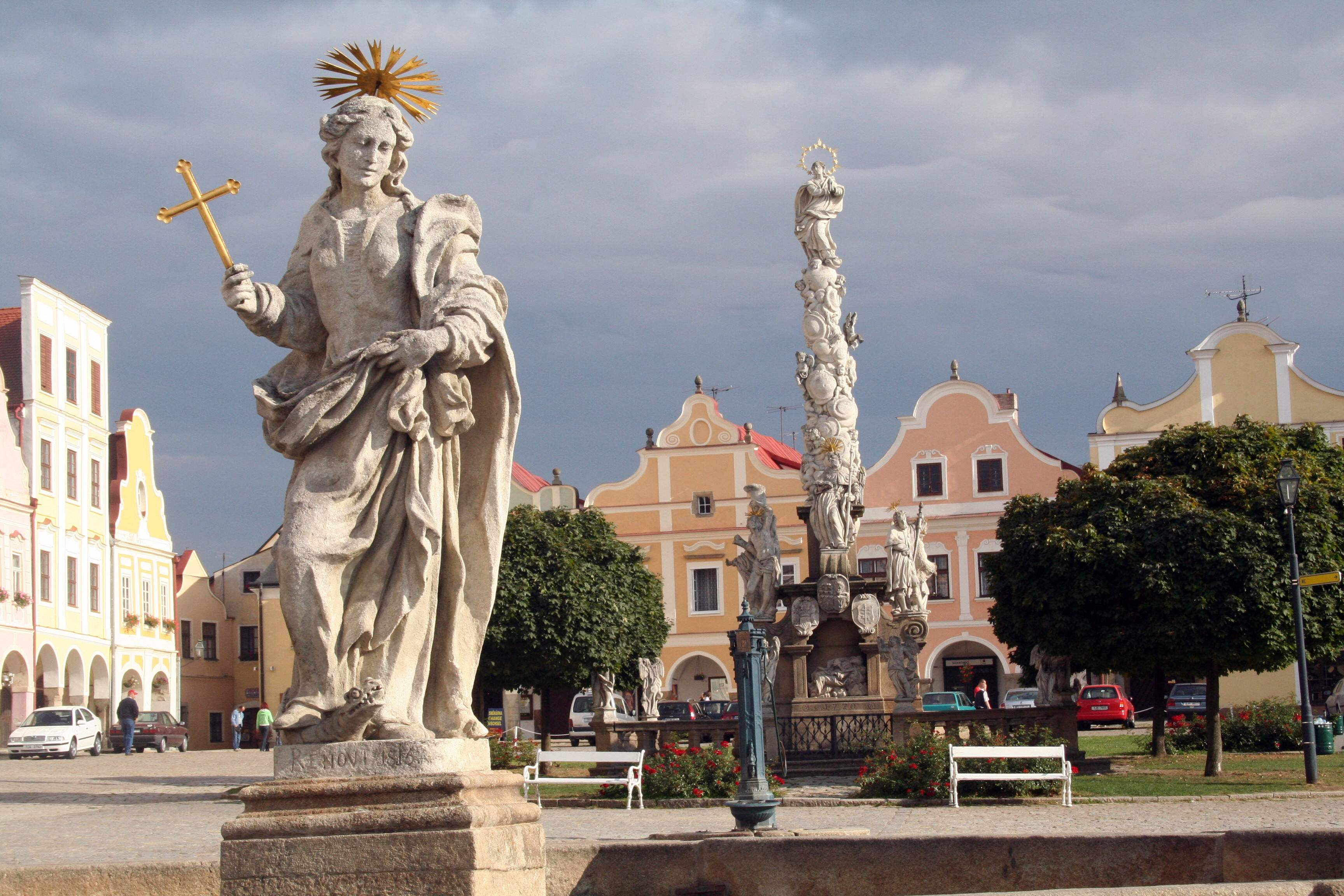
Telč Marktplatz, Brunnenfigur (im Hintergrund die Mariensäule)

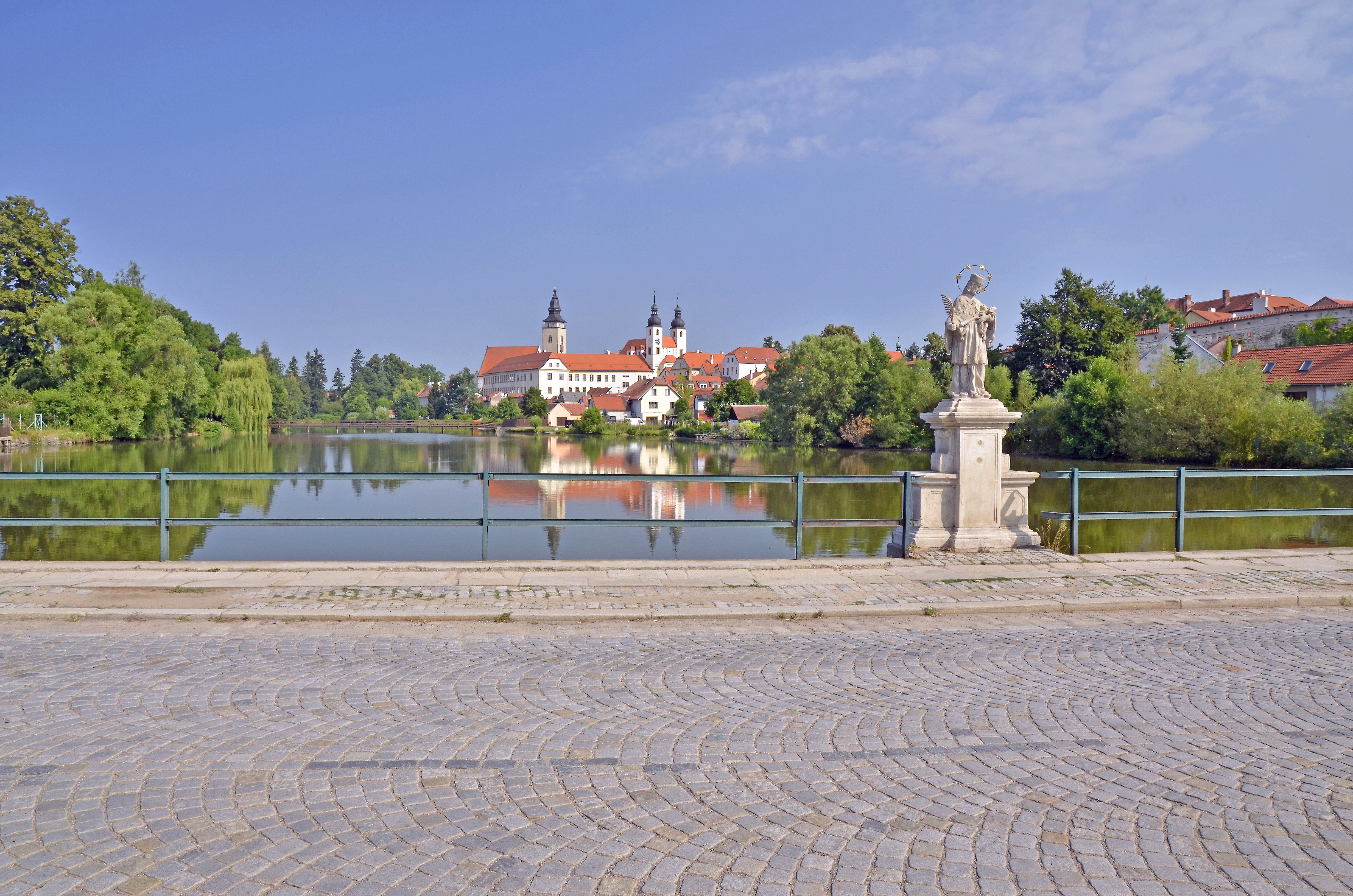
Spiegelung der Stadt im Teich

Telč (deutsch Teltsch) ist eine Stadt im Okres Jihlava im mährischen Landesteil Tschechiens. Die Innenstadt gehört zum Weltkulturerbe der UNESCO. Zudem wurde die Stadt 1970 zum Städtischen Denkmalreservat erklärt. 

## Geographie
Die Stadt liegt am Fuß der Böhmisch-Mährischen Höhe, ist von Teichen umgeben und liegt am Telčský potok (Tölzschbach), der südöstlich der Stadt in die Mährische Thaya mündet.

## Geschichte
Teltsch wurde erstmals im Jahre 1207 urkundlich erwähnt. Die Stadt lag am Kreuzungspunkt wichtiger Straßen zwischen Böhmen, Mähren und Österreich und entwickelte sich zu einem Handelszentrum und militärischen Stützpunkt. 1315 verkaufte König Johann von Böhmen die Stadt und ihre Burg an die Herren von Wartenberg. 1339 ging sie im Tausch gegen die südmährische Herrschaft Bánov an die Herren von Neuhaus über, denen die Burg als Verwaltungszentrum diente. 1443 wurde Teltsch von den Hussiten erobert. 1531 fiel es als Erbe an Zacharias von Neuhaus, den späteren Oberstkämmerer und Landeshauptmann von Mähren. Während seiner Regentschaft wurde der Stadt das „Goldene Zeitalter“ attestiert, da er Reformen veranlasste und eine ertragreiche Fischzucht einführte, wodurch die Stadt einen wirtschaftlichen Aufschwung nahm. Zudem war er für seine Toleranz gegenüber Nichtkatholiken bekannt. Da er ohne männliche Nachkommen starb, fielen seine Besitzungen an den Neffen Adam II. von Neuhaus, von dem sie 1596 dessen Sohn Joachim Ulrich von Neuhaus erbte. Er war der letzte männliche Nachkomme der Herren von Neuhaus und starb 1604. Erbin wurde seine Schwester Lucie Otilie, die seit 1602 mit dem späteren Oberstkanzler Wilhelm von Slawata verheiratet war. Dadurch gelangte Teltsch an das Geschlecht der Slavata. Im Dreißigjährigen Krieg hatten die Stadt und ihre Bevölkerung nach der Besetzung durch die Schweden 1645 viel zu erleiden.
Nach dem Tod des letzten Slawata fiel die Herrschaft Teltsch 1712 an Franz Anton von Liechtenstein-Kastelkorn, der sie an Alois Podstatský von Prusinowitz vererbte. Das Schloss blieb bis 1945 im Besitz dieser Familie.
Die historische Innenstadt von Teltsch diente wiederholt als Kulisse für Film- und Fernsehaufnahmen. Auch der Film Woyzeck von Werner Herzog entstand hier 1978.
Im Jahr 2009 fand gemeinsam mit den niederösterreichischen Städten Horn und Raabs die Landesausstellung unter dem Motto Österreich. Tschechien. geteilt – getrennt – vereint statt.

## Stadtgliederung
Telč gliedert sich in die Stadtteile:
- Studnice (Studnitz)
- Telč-Podolí (Teltsch-Podol)
- Telč-Staré Město (Teltsch-Altstadt)
- Telč-Štěpnice (Teltsch-Stepnitz) und
- Telč-Vnitřní Město (Teltsch-Innenstadt)

## Sehenswürdigkeiten
Telč ist ein perfektes Beispiel für italienische Architektur der Renaissance nördlich der Alpen. Der Hauptplatz Náměstí Zachariáše z Hradce in Form eines überlangen Dreiecks zählt zu den größten Plätzen Tschechiens. 
- Bürgerhäuser (z. B. Chornitzer-Haus und Haus Michal)
- Mariensäule
- Margaretenbrunnen.
- Rathaus
- Schloss Telč
- Teltscher Haus (Telčský dům)
- Stadtbefestigung
- Heilig-Geist-Kirche (Kostel svatého Ducha)
- Pfarrkirche St. Jakob (Kostel svatého Jakuba Staršího)
- Ehemaliges Jesuitenkolleg und Jesuitenkirche (erbaut 1666)
- Muttergottes-Kirche (Kostel Matky Boží)
- Wallfahrtskirche des hl. Johannes von Nepomuk (erbaut 1726–1727), westlich der Stadt auf einer Anhöhe dicht hinter der Gemarkungsgrenze mit Krahulčí
- Jüdischer Friedhof und ehemalige Synagoge

## Persönlichkeiten
- Johannes Mezon († 1578), Bischof von Olmütz
- Joseph Rokita (1811–1887), Bauingenieur
- Johann Hamza (1850–1927), Maler
- Ludwig Grande (1865–1940), deutsch-böhmischer Musiker, Dirigent, Komponist, Musiklehrer und Maler
- Siegfried Taub (1876–1946), Politiker der deutschsprachigen Minderheit
- Jan Srb (1898–1964), Mathematiker
- Theodor Schaefer (1904–1969), Komponist und Musikpädagoge

## Personen mit Bezug zur Stadt
- Michael Lazar Biedermann (1769–1843), Großhändler, K.k. Hofjuwelier, Bankier und Fabrikant. Betrieb eine große Tuchfabrik in Teltsch.
- František Kožík (1909–1997), Schriftsteller

## Städtepartnerschaften
- Waidhofen an der Thaya, Österreich seit 1992
- Belp, Schweiz seit 1994